# Åsne Skrede
Åsne Skrede, née le 22 juin 2000, est une biathlète norvégienne qui représente le club de Geilo Idrettslag.

## Carrière sportive
Skrede fait ses débuts internationaux en mars 2019 dans l'IBU Cup junior à Sjusjøen. En 2020, elle décroche trois médailles aux Championnats du monde junior à Lenzerheide, dont deux en argent sur le sprint et la poursuite et une en bronze sur le relais. Elle participe ensuite aux championnats d'Europe à Minsk où elle obtient la médaille de bronze du relais mixte avec Ida Lien, Sivert Bakken et Aleksander Fjeld Andersen. En fin de saison elle monte sur son premier podium individuel dans l'IBU Cup, toujours à Minsk (3e).
Aux championnats d'Europe 2021 à Duszniki-Zdrój, elle gagne la médaille de bronze de la poursuite puis remporte le titre du relais mixte avec Emilie Ågheim Kalkenberg, Erlend Bjøntegaard et Sivert Guttorm Bakken.

## Palmarès

### Championnats d'Europe
- Médaille d'or du relais mixte en 2021.
- Médaille de bronze de la poursuite en 2021.
- Médaille de bronze du relais mixte en 2020.

### Championnats du monde junior
- Médaille d'argent du sprint en 2020 à Lenzerheide.
- Médaille d'argent de la poursuite en 2020.
- Médaille de bronze du relais en 2020.

### IBU Cup
- 4e du classement général en 2021.
- 2 podiums individuels.